# Eugenia cristaensis
Eugenia cristaensis är en myrtenväxtart som beskrevs av Otto Karl Berg. Eugenia cristaensis ingår i släktet Eugenia och familjen myrtenväxter. Inga underarter finns listade i Catalogue of Life.